# Aristides Leão
Aristides de Azevedo Pacheco Leão (ur. 3 sierpnia 1914 w Rio de Janeiro, zm. 14 grudnia 1993 tamże) – brazylijski biolog, jeden z założycieli Instytutu Biofizyki przy Uniwersytecie w Rio de Janeiro. Odkrywca zjawiska elektrofizjologicznego szerzenia się depresji aktywności neuronalnej w ośrodkowym układzie nerwowym.

## Odznaczenia
- Krzyż Wielki Narodowego Orderu Zasługi dla Nauki (1994, Brazylia)[1] – pośmiertnie

## Publikacje
- Spreading depression of activity in the cerebral cortex, „Journal of Neurophysiology”, nr 7, 1944, s. 359–390 pdf
- Pial circulation and spreading depression of activity in the cerebral cortex, „Journal of Neurophysiology”, nr 7, 1944, s. 391–396, pdf
- Further observations on the spreading depression of activity in the cerebral cortex, „Journal of Neurophysiology”, nr 10, 1947, s. 409–414 pdf